# Pietro Benassi
Pietro Benassi, detto Piero, (Roma, 7 giugno 1958) è un diplomatico e politico italiano, dall'11 marzo 2021 al 10 marzo 2023 Rappresentante permanente d'Italia presso l'Unione europea.
Precedentemente, dal 22 gennaio 2021 al 13 febbraio dello stesso anno, è stato sottosegretario di Stato alla Presidenza del Consiglio dei ministri, con funzioni delegate in materia di sicurezza della Repubblica. Nel corso della sua carriera diplomatica è stato ambasciatore d'Italia in Tunisia e Germania.

## Biografia
Nato il 7 giugno 1958 a Roma, si è laureato in scienze politiche presso l'Università degli Studi di Padova nel 1980 ed inizia la sua carriera diplomatica nel 1984, nella Direzione Generale Affari Economici del Ministero degli affari esteri e dal 1986 al 1990 è nominato Secondo Segretario Commerciale presso l'Ambasciata d'Italia a L'Avana. Dal 1990 al 1994 è primo segretario presso l'Ambasciata d'Italia a Varsavia.
Dal 1994 al 1999 è Consigliere di Legazione presso la Direzione Generale per la Cooperazione allo Sviluppo del Ministero degli affari esteri. A partire dal gennaio del 1999 è Consigliere alla Rappresentanza permanente d’Italia presso l'Unione europea a Bruxelles. Dall’agosto del 2002 è responsabile dell'Ufficio politico come Primo consigliere presso l’Ambasciata d'Italia a Berlino.
Dal 2009 al 2013 è ambasciatore d'Italia in Tunisia e svolge il suo incarico durante la fase della Primavera araba. Nei giorni della Rivoluzione dei Gelsomini, che ha portato alla caduta del regime di Zine El-Abidine Ben Ali, si impegna nella tutela dei cittadini italiani che decidono di rimpatriare e contribuisce alla gestione degli sbarchi sull'isola di Lampedusa. Inoltre, negozia l'accordo tra Italia e Tunisia per la gestione dell'emergenza migranti.
Dal 2013 al 2014 è capo di gabinetto del Ministro degli esteri Emma Bonino, mentre dal 2014 al 2018 ricopre la carica di Ambasciatore d'Italia in Germania. Dall'agosto 2018 è consigliere diplomatico del Presidente del Consiglio Giuseppe Conte. Inoltre è stato sherpa del G7-G20 e capo della task force per la Brexit.
Nel 2019 ha ricevuto la Gran croce al merito della Repubblica Federale di Germania.
Il 21 gennaio 2021 diventa sottosegretario di Stato alla Presidenza del Consiglio dei ministri nel governo Conte II e l'indomani gli viene assegnata la delega al Sistema dell'informazione per la sicurezza. Cessa di svolgere il suo incarico il 13 febbraio 2021, a seguito del giuramento del nuovo Governo Draghi. Lo stesso esecutivo guidato da Mario Draghi lo nomina, l'11 marzo 2021, Rappresentante permanente d'Italia presso l'Unione europea.